# Cesare Marini
Cesare Marini (San Demetrio Corone, 27 marzo 1938) è un politico italiano.

## Biografia
Nato in una famiglia di origine arbëreshë; si è laureato in giurisprudenza, di professione imprenditore agricolo.

### Attività politica
Esponente del Partito Socialista Italiano nel corso della Prima Repubblica per il quale fu consigliere regionale e più volte segretario regionale in Calabria. Dopo lo scioglimento del PSI fonda i Socialisti Italiani (SI) insieme a Enrico Boselli e Gino Giugni. Il nuovo partito, di cui Boselli fu nominato segretario nazionale, si presentò per la prima volta agli elettori in occasione delle elezioni regionali del 1995, costituendo una lista comune insieme ad Alleanza Democratica e al Patto Segni, denominata "Patto dei Democratici".

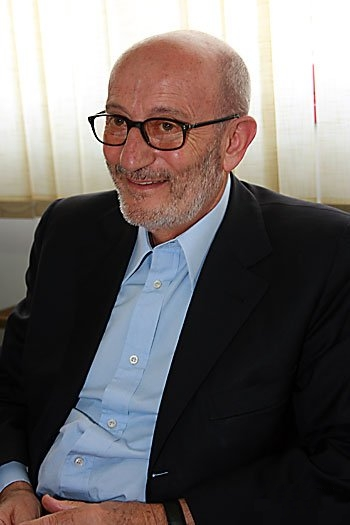
Cesare Marini nel 2008

È stato eletto senatore alle elezioni politiche del 1994, candidato nel collegio uninominale di Corigliano Calabro per la coalizione dei Progressisti. Riconfermato alle successive elezioni del 1996, si aggiudica il medesimo collegio per lo schieramento di centrosinistra, L'Ulivo. Nel corso della legislatura partecipa alla fondazione dei Socialisti Democratici Italiani (SDI).
Ricandidato per la terza volta, viene riconfermato al Senato nella legislatura 2001-2006 come rappresentante socialista della coalizione dell'Ulivo. Nella XIV Legislatura è stato il presidente del Gruppo misto al Senato.
Segue il passaggio dello SDI all'interno della Rosa nel Pugno, che lo candida nel 2006, ma la lista non riesce ad eleggere alcun senatore su tutto il territorio nazionale. Marini si mostra critico nei confronti del progetto radical-socialista, ritenendolo troppo sbilanciato sui temi radicali.
Insieme a un'area di provenienza socialista, lascia lo SDI per partecipare alla fondazione del Partito Democratico, cui aderisce a partire dalle elezioni primarie del 2007. Alle successive elezioni politiche del 2008 ritorna in Parlamento, stavolta alla Camera dei deputati, eletto nelle liste del PD in Calabria.
Fondatore della rivista "Nuove lettere meridionali". Alle elezioni amministrative del 15 maggio 2011 viene eletto Sindaco del comune cosentino di San Demetrio Corone (CS) a capo di una lista civica denominata: "Verso il futuro".
Nel dicembre 2012 si candida alle primarie del PD, in provincia di Cosenza, indette per eleggere i candidati del partito al Parlamento italiano in vista delle elezioni politiche del 2013 ma il giorno prima del voto, il 28 dicembre 2012, ritira la sua candidatura, termina così il proprio mandato parlamentare.
Nel maggio 2016 annuncia il ritiro dalla politica con le elezioni amministrative del 5 giugno seguente, quando termina il suo mandato di sindaco.